# Werner Hackmann
Werner Hackmann (Hamburg, 1947. április 17. – Hamburg, 2007. január 28.) volt német politikus az német szociáldemokrata pártban, majd későbbiekben sportvezető.
1972-ben szerzett üzleti diplomát. 1979-ben került be az állami tanácsba. 1996-tól tevékenykedett sportemberként. 2002-ig a Hamburger SV vezetője volt. 2006-ban tüdőrákkal diagnosztizálták. 2007-ben, pár hónappal hatvanadik születésnapja előtt hunyt el.

## Fordítás
- Ez a szócikk részben vagy egészben  a   Werner Hackmann című német Wikipédia-szócikk fordításán alapul.  Az eredeti cikk szerkesztőit annak laptörténete sorolja fel. Ez a jelzés csupán a megfogalmazás eredetét és a szerzői jogokat jelzi, nem szolgál a cikkben szereplő információk forrásmegjelöléseként.